# Ratež
Ratež je naselje u slovenskoj Općini Novom Mestu. Ratež se nalazi u pokrajini Dolenjskoj i statističkoj regiji Jugoistočnoj Sloveniji. 

## Stanovništvo
Prema popisu stanovništva iz 2002. godine naselje je imalo 377 stanovnika.